# Oleksandr Prokudin
Oleksandr Serhijowytsch Prokudin  (ukrainisch Олександр Сергійович Прокудін; * 22. Juli 1983 in Mykolajiw) ist ein ukrainischer Politiker, Beamter und Polizist, der am 7. Februar 2023 zum Gouverneur der Oblast Cherson ernannt wurde.

## Leben
Er war von September 2019 bis zum 12. Februar 2023 Leiter der Polizei in der Oblast Cherson. Am 7. Februar 2023 wurde Prokudin über den Ukas des Präsidenten Nr. 67/2023 zum Gouverneur der Oblast Cherson ernannt.